# Maitland (Florida)
Maitland város az Amerikai Egyesült Államok Florida államában, Orange megyében. Lakosainak száma 19 543 fő (2020. április 1.).

## Története
A város nevét a Maitland erődről kapta. Egy katonai utánpótlás-raktárt építettek 1838-ban a Fumecheliga-tó (később Maitland-tó) nyugati partján a második szeminol háború alatt. A polgárháború után új lakosok érkeztek a területre. Christopher Columbus Beasley, talán az első állandó telepes, 1871-ben érkezett a Maitland-tóhoz. A következő év január 2-án postahivatal nyílt meg, amely az otthonában működött. E postahivatal körül egy kisváros nőtt. A tizenkilencedik század utolsó évtizedeiben a területen kiterjedt citrustermesztés indult.  Maitland 1885-ben városi rangot kapott, ezzel Orange megye harmadik ilyen jellegű városa lett.

## Népesség
A település népességének változása:

| 2010 | 15 751 |
| 2020 | 19 543 |